# یواس‌اس والور (ای‌ام‌سی-۱۰۸)
یواس‌اس والور (ای‌ام‌سی-۱۰۸) (به انگلیسی: USS Valor (AMc-108)) یک کشتی بود که طول آن ۹۸ فوت ۵ اینچ (۳۰٫۰۰ متر) بود. این کشتی در سال ۱۹۴۱ ساخته شد.